# 천안시청소년교향악단

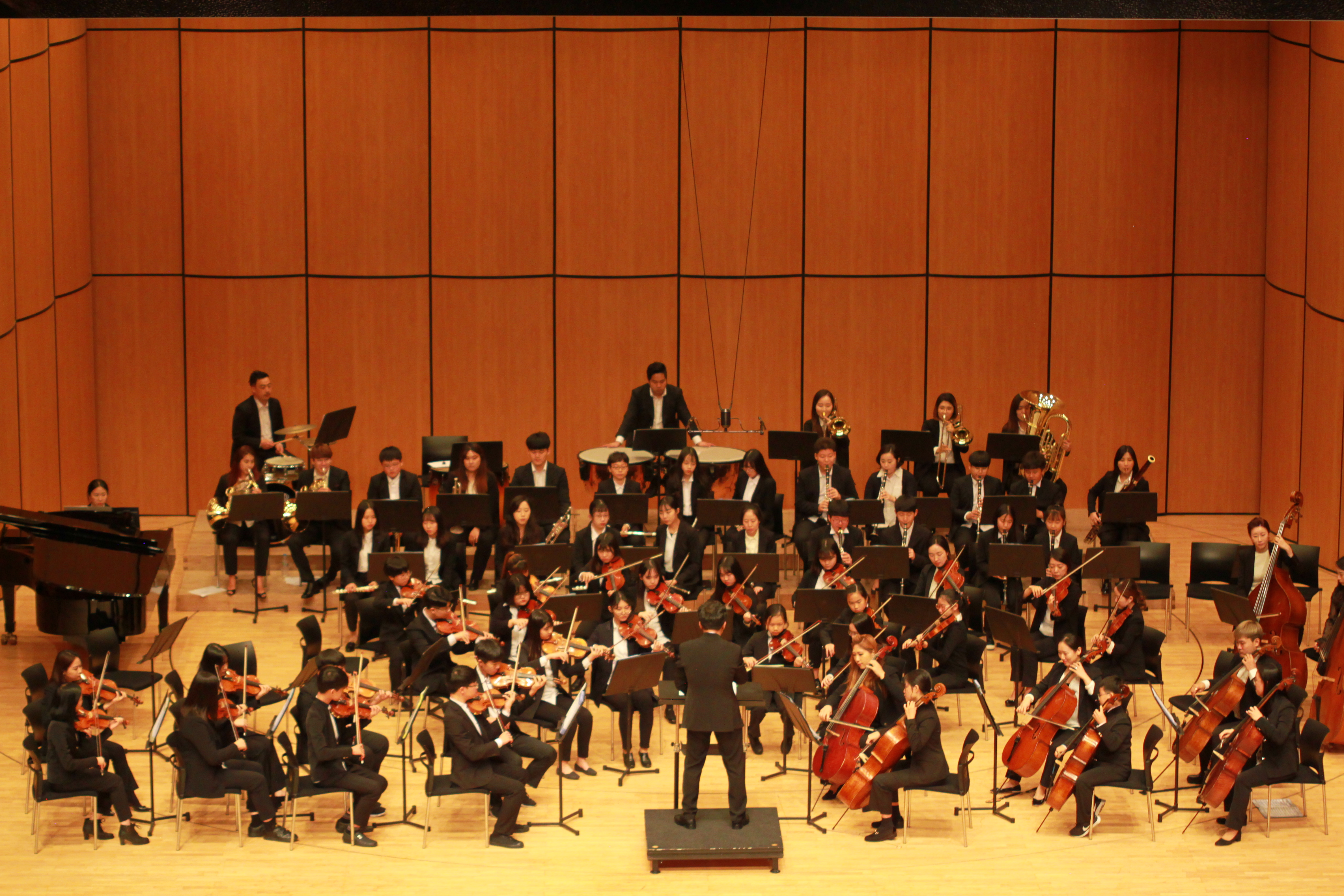
제5회 천안시청소년교향악축제

천안시청소년교향악단은 천안시를 대표하는 청소년 관현악단이다.

## 개요
천안시청소년교향악단은 2007년 6월 '누구나 함께 즐기며 나눌 수 있는 클래식'을 모토로  다양한 음악적 시도를 통해 자라나는 청소년들에게 음악 예술을 체험할 수 있는 장을 마련하고자 창단 되었다. 단원은 11세(초등학생)에서 18세(고등학생)까지의 청소년들로 구성되어 있으며 매주 한 차례의 정기 연습과 여름과 겨울 음악 캠프를 통하여 음악적 역량을 키울 수 있도록 교육을 실시하고 있다. 창단 후 지금까지 다양한 기획 공연 및 시민들에게 찾아가는 음악회와 김해청소년교향악축제, 성남청소년교향악축제, 김천청소년관현악축제, 대한민국청소년교향악축전에 초청되어 연주를 했고 이태리 플로렌스교향악축제에 초청되었으며 체코 브르노대학의 초청 연주를 통해 그 위상을 조금씩 높여나가고 있다. 앞으로 미래 음악계의 주역이 될 음악영재 육성 및 클래식 음악의 대중화를 위해 지역사회의 중추적인 역할을 담당하고 시민들에게 순수음악에 대한 관심을 가질 수 있는 가교 역할을 더욱 더 충실히 해나가며 다양한 연주 시도를 통해 21세기 음악 교육의 새로운 패러다임을 제시하고자 한다.

## 설립 목적
천안 시민의 정서 함양을 증진하고 문화적 자긍심과 문화 도시로의 천안의 위상을 높이며 청소년문화예술교육을 통하여 일부 계층에 한정되었던 문화 수요를 증대 시켜 시민의 문화적인 삶을 충족시키며 아울러 전문예술공연단체에 대한 대중적 관심 증대를 목적으로 창단 되었다.

## 연혁[2]
- 2007년 6월 18일 창단
- 2008년 1월 사단법인 백혈병소아암협회와 자매결연
- 2008년 4월 17일 “봄을 여는 정오의 희망 콘서트”(삼성전자 천안사업장 야외무대)
- 2008년 6월 20일 기획 공연 “해설이 있는 꿈꾸는 음악가”(천안시민문화회관 대강당)
- 2008년 9월 25일 21C능수음악회 앙상블 축제 “뷰티플클래식” 초대 연주(천안시청 봉서홀)
- 2008년 11월  8일 기획 공연 “2008 희망 나눔 콘서트”(천안시민문화회관 대강당)
- 2008년 12월 13일 창단연주회 “서곡”(천안 시민문화회관 대강당)
- 2009년 7월 17일 향기가 묻어나는 클래식 산책(충남 학생회관 대강당)
- 2009년 8월 20일 SK Broad&IPTV와 상호교류협력협정(MOU) 체결
- 2009년 11월 14일 제 2회 정기연주회 “공감”(천안시민문화회관 대강당)
- 2009년 12월 22일 기획공연 “2009 희망 나눔 콘서트”(천안시민문화회관 대강당)
- 2010년 5월 15일 사회복지 법인 익선원 초청 연주
- 2010년 7월 17일 제 2회 대한민국앙상블축제 피날레공연(천안시청 봉서홀)
- 2010년 9월 10일 김해청소년교향악축제2010 초청 연주(김해 문화의 전당 마루홀)
- 2010년 10월 18일 기획 공연 “2010 희망 나눔 콘서트”(천안시청 봉서홀)
- 2010년 11월 13일 제 3회 정기연주회 "정념"(천안시민문화회관 신부분관)
- 2011년 7월 23일 제 4회 대한민국앙상블축제 피날레 공연(천안시청 봉서홀)
- 2011년 10월 29일 제 4회 정기연주회 "미완성"(천안시민문화여성회관 신부분관)
- 2011년 11월 10일 기획 공연 “2011 희망나눔콘서트”(천안시민문화여성회관 신부분관)
- 2012년 7월 11일 성남청소년교향악축제 초청 연주(성남 아트센터 콘서트홀)
- 2012년 7월 이태리 플로렌스 국제청소년교향악축제 초청 연주(3개 지역 연주)
- 2012년 7월 25일 체코 브르노 국립대학 초청연주마스터클래스 실시
- 2012년 10월 20일 제 5회 정기연주회 “베토벤의 열정”(천안신부문화회관)
- 2012년 11월  8일 기획 공연 “2012 희망나눔콘서트”(천안시청 봉서홀)
- 2012년 12월 초록우산드림오케스트라 멘토링 시행
- 2013년 5월 24일 초록우산드림오케스트라 창단연주 특별출연(하늘중앙교회 비전홀)
- 2013년 10월 11일 천안교육지원청 청소년동아리대축제 특별출연(충남학생교육문화원)
- 2013년 12월 28일 제 6회 정기연주회“아마데우스의 정점”(천안신부문예회관)
- 2014년 6월 국제청소년성취포상제 운영 기관 선정
- 2014년 8월 30일 기획 연주 우정의 하모니(천안 예술의 전당)
- 2014년 10월 16일 2014 드림멘토링토크콘서트 주관(천안시청 봉서홀)
- 2014년 11월 7일 제 7회 정기연주주회 "갈망Crave"(천안신부문예회관)
- 2014년 12월 17일 충청남도 교육감 표창(조연재, 정재원, 조성원, 정한샘, 김기서, 박현재, 이주현, 김가현, 김기호)
- 2014년 12월 26일 제 1회 천안시청소년교향악축제(천안 예술의 전당 대공연장)
- 2015년 4월 2일 충청남도 도청월례회 초청 연주(충청남도 문예회관)
- 2015년 10월 충남청소년육성진흥원 청소년 자원봉사 운영터전 선정
- 2015년 10월 24일 드림멘토링Talk콘서트(태조산수련관 야외공연장)
- 2015년 11월 16일 제 2회 천안시청소년교향악축제(천안시청 봉서홀)
- 2015년 11월 21일 충청남도청소년자원봉사자대회 초청 연주(충남학생교육문화원)
- 2015년 11월 28일 제 8회 정기연주회 'Poem Cantablie'(성환문화회관)
- 2016년 5월 25일 충청남도 교육청 감성 나눔의 날 초청 연주(충남교육청 강당)
- 2016년 9월 3일 제 3회 천안시청소년교향악축제(천안시청 봉서홀)
- 2016년 11월 12일 제 9회 정기연주회 ‘교향악으로의 초대’(성환문화회관)
- 2016년 11월 13일 제 8회 대한민국생활음악축제 참가(천안 예술의 전당 소공연장)
- 2016년 11월 26일 2016 코메프리마 자선 음악회 출연(백석대학교 콘서트홀)
- 2016년 12월 충청남도 교육감 표창(이가원, 권보경)
- 2017년 6월 7일 김천청소년관현악축제 초청 연주(김천 문화예술회관)
- 2017년 8월 29일 제 4회 천안시청소년교향악축제(천안시청 봉서홀)
- 2017년 11월 11일 10주년 기념음악회 '불멸의 음악가를 위해'(성환문화예술회관 대공연장)
- 2017년 11월 18일 2017 코메프리마 자선 음악회 현악 앙상블 연주(백석대학교 콘서트홀)
- 2018년 10월 13일 제 5회 천안시청소년교향악축제(천안시청 봉서홀)
- 2018년 11월  3일 제 11회 정기연주회 '아라사음악으로의 여정'(성환문화예술회관 대공연장)
- 2018년 11월 17일 2017 코메프리마 자선 음악회 초청 연주(백석대학교 콘서트홀)
- 2019년 9월 24일 제 4회 대한민국청소년교향악축전 참여(오산문화회관 대공연장)
- 2019년 11월 30일 제 6회 천안시청소년교향악축제(성환문화회관 대공연장)
- 2019년 12월 14일 제 12회 정기연주회 '브람스, 그의 열정과 사랑'(성환문화회관 대공연장)
- 2020년 3월 1일 천안시 서북구 쌍용동 <공간해유> 연습실 이전 계획 수립
- 2020년 5월 1일 천안시 서북구 미라16길 18 대륜빌딩 2층으로 이전
- 2020년 7월 16일 충청남도 교육감 표창(김서영,이준구,강채은,이수영)
- 2020년 8월 29일 제 5회 대한민국청소년교향악축전 참여(구리 아트홀)
- 2020년 10월 17일 제 1회 경주 엑스포 어린이&청소년 오케스트라 페스티벌 대상 수상
- 2020년 10월 31일 제 7회 천안시청소년교향악축제(청수호수공원 야외무대)
- 2020년 12월 6일 제 13회 정기연주회 '베토벤의 명작선'(성환문화회관 대공연장)
- 2021년 8월 21일 제 6회 대한민국청소년교향악축전 참여(안산문화예술의전당 달맞이극장)
- 2021년 10월 9일 제 2회 대한민국 어린이&청소년 오케스트라 페스티벌 고령군수상 수상(고령 대가야문화누리)
- 2021년 10월 30일 제 8회 천안시청소년교향악축제(청수호수공원 야외무대)
- 2021년 12월 20일 제 14회 정기연주회 '낭만에 대하여'(천안시청 봉서홀)
- 2022년 10월 29일 제 9회 천안시청소년교향악축제(청수호수공원 야외무대)

## 주요 변천사
- 2007년 6월에 류상현 음악감독에 의해 창단
- 2008년부터 2019년 11월까지 두정문화회관(구.천안시민문화여성회관)을 주 연습실로 사용하며 2019년 11월까지 운영
- 2019년 12월부터 2020년 3월까지 두정문화회관의 철거로 인하여 임시로 2019년 3월까지 천안시태조산수련관의 장소를 빌려 임시 운영
- 2020년 5월부터 천안시 서북구 쌍용동에 있는 대륜빌딩으로 이전

## 주요사업과 활동사항
- 정기연습 : 매주 토요일 저녁 6시 30분부터 9시
- 년 2차례의 음악 캠프를 실시
- 연주 레파토리 : 하이든, 모차르트, 베토벤, 슈베르트, 슈만, 멘델스존, 브람스, 스메타나, 프로코피에프, 코르샤코프, 차이코프스키, 라흐마니노프 등 고전에서 낭만까지 정통 클래식과 소품 및 영화 주제 음악 등
- 2008년 백혈병소아암협회 충청지회와의 자매결연을 시작으로 지역의 복지단체와의 교류 및 자선 음악회 개최
- 2014년부터는 국내 각 지역의 청소년 오케스트라를 초청하여 천안시청소년교향악축제 개최
- 2014년 충남청소년진흥원으로부터 국제청소년성취포상제 인증 기관으로 등록, 자원봉사 시스템 운영을 승인